# Sisyra bakeri
Sisyra bakeri is een insect uit de familie sponsvliegen (Sisyridae), die tot de orde netvleugeligen (Neuroptera) behoort. 
Sisyra bakeri is voor het eerst wetenschappelijk beschreven door Banks in 1913.